# Шинчиці
Шинчиці (пол. Szynczyce) — село в Польщі, у гміні Чарноцин Пйотрковського повіту Лодзинського воєводства.
Населення — 218 осіб (2011).
У 1975-1998 роках село належало до Пйотрковського воєводства.

## Демографія
Демографічна структура станом на 31 березня 2011 року:
|          | Загалом | Допрацездатний вік | Працездатний вік | Постпрацездатний вік |
| -------- | ------- | ------------------ | ---------------- | -------------------- |
| Чоловіки | 104     | 23                 | 68               | 13                   |
| Жінки    | 114     | 22                 | 63               | 29                   |
| Разом    | 218     | 45                 | 131              | 42                   |